# Clinocarinispa
Clinocarinispa là một chi bọ cánh cứng trong họ Chrysomelidae.
Chi này được Uhmann miêu tả khoa học năm 1935.

## Các loài
Các loài trong chi này gồm:
- Clinocarinispa bisbicarinata Uhmann, 1935
- Clinocarinispa debeauxi Uhmann, 1940
- Clinocarinispa fasciata (Weise, 1910)
- Clinocarinispa fasciatipennis (Pic, 1932)
- Clinocarinispa humeralis (Fabricius, 1801)
- Clinocarinispa plaumanni Uhmann, 1938
- Clinocarinispa sauveuri (Chapuis, 1877)
- Clinocarinispa subhomalina Uhmann, 1938
- Clinocarinispa vinculata (Weise, 1905)